# Cecil Beaton
Cecil Walter Hardy Beaton (Londres, 14 de gener de 1904 - Broad Chalke, 18 de gener de 1980) va ser un fotògraf i modista britànic, activitats que va compaginar amb la direcció artística de produccions cinematogràfiques i teatrals, recompensada amb tres premis Oscar i amb quatre premis Tony.

## Biografia
Beaton va néixer el 14 de gener de 1904 a Hampstead (Londres), fill d'Ernest Walter Hardy Beaton (1867-1936), un pròsper comerciant de fusta, i de la seva esposa Etty Sissons (1872-1962). L'empresa familiar, Beaton Brothers, havia estat fundada pel seu avi Walter Hardy Beaton (1841-1904). Els seus pares van ser actors aficionats.

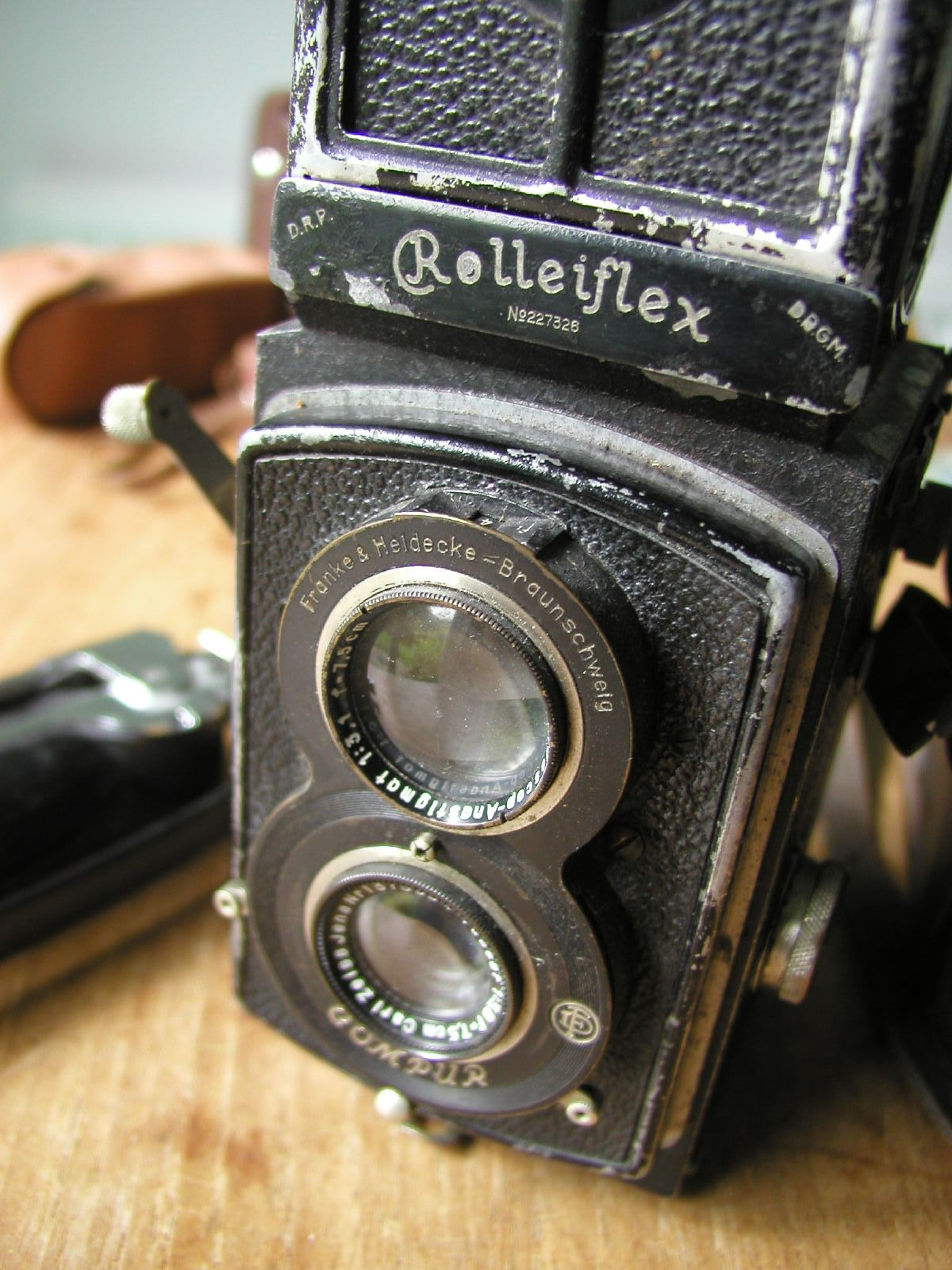
Rolleiflex de 1932, un tipus de càmera utilitzada per Beaton

Cecil Beaton va ser educat a la Heath Mount School, on va ser intimidat pel seu company Evelyn Waugh, i a la St Cyprian's School d'Eastbourne, on van reconèixer ràpidament el seu talent artístic.
La seva mainadera utilitzava una càmera Kodak 3A, i va ser ella qui va començar a ensenyar-li els rudiments de la fotografia, que posava en pràctica amb les seves germanes i la seva mare que posaven per a ell.
Posteriorment va assistir a la Harrow School, i malgrat el seu nul interès pel món acadèmic, es va matricular en el St John's College de Cambridge, on va estudiar història, art i arquitectura. Beaton va continuar amb la fotografia, i a través dels seus contactes universitaris va poder publicar el seu primer retrat (el de la duquessa de Malfi) a la revista Vogue.
Beaton va deixar Cambridge sense un títol el 1925 i després va intentar treballar en diverses ocupacions infructuosamant, mentre continuava gairebé compulsivament amb la fotografia. Per fi, sota el patrocini d'Osbert Sitwell, va aconseguir realitzar la seva primera exposició a la Coolling Gallery de Londres, fet que va causar un gran enrenou.
Posteriorment, es va traslladar a Nova York i a poc a poc es va construir una reputació allí. Al moment d'anar-se, "tenia un contracte amb Condé Nast Publications per prendre fotografies en exclusiva per ells durant diversos anys per valor de diversos milers de lliures anuals".
De 1930 a 1945, Beaton va estar llogat a Ashcombe House (Wiltshire), on va rebre moltes figures notables. També va comprar una casa unifamiliar a Londres, el 1940.

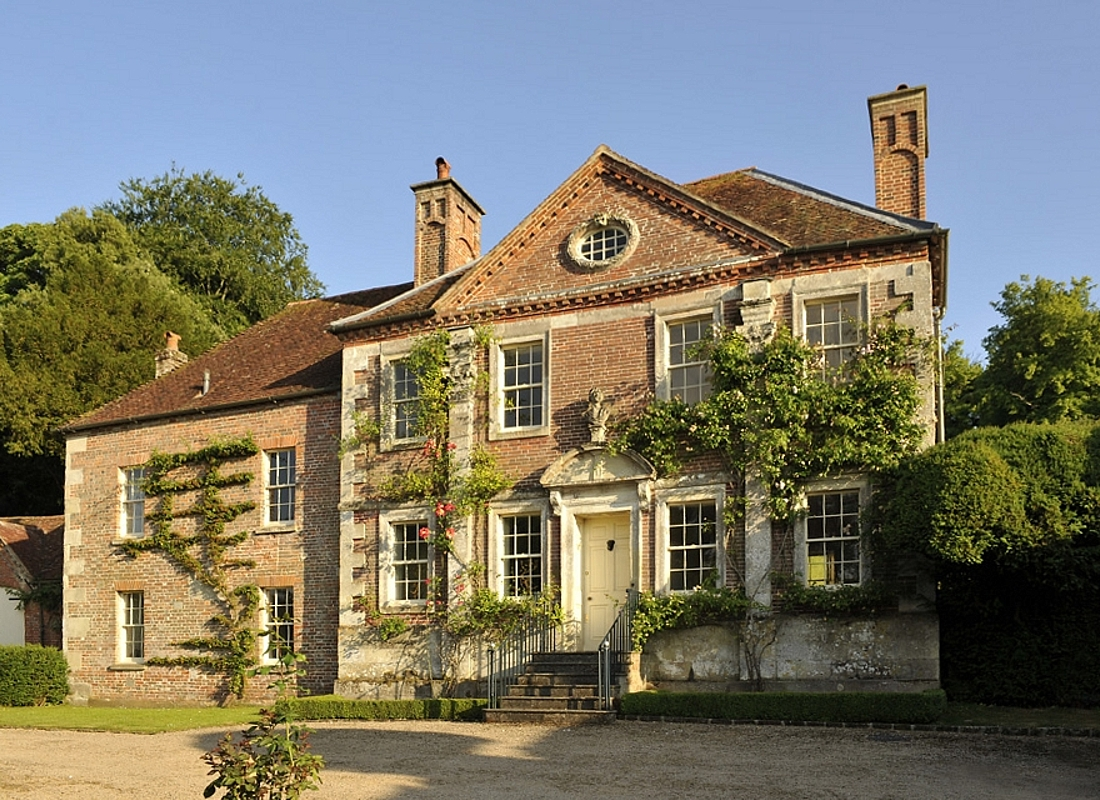
Reddish House, la seva residència a Broad Chalke

El 1947 va comprar Reddish House, la seva casa de camp situada a uns vuit quilòmetres a l'est del poble de Broad Chalke (Salisbury). Greta Garbo n'era un visitant habitual.

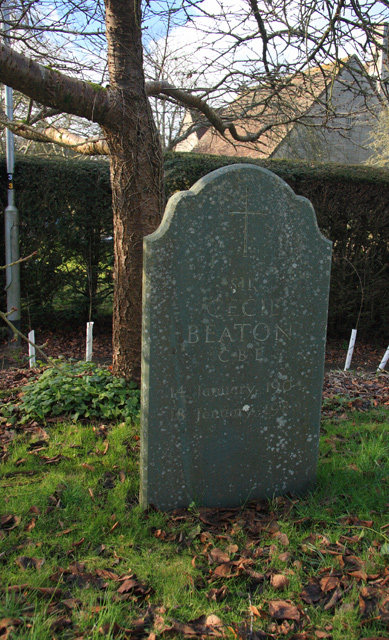
Làpida de Cecil Beaton al pati de l'església de Broad Chalke

Curiosament, la planta superior de la casa s'havia equipat per a baralles il·legals de galls al començament del segle xx, i Beaton utilitzava les gàbies com a armaris per guardar els vestits dels seus dissenys per a la pel·lícula My Fair Lady. Va romandre a la casa fins a la seva mort el 1980, després de sofrir un vessament cerebral que el va deixar incapacitat del seu costat dret i va frustrar el seu treball. Es va procurar el sustent econòmic durant l'última etapa de la seva vida organitzant successives subhastes del seu material original amb Sotheby. Està enterrat en el cementiri local.
El gran amor de la seva vida va ser el col·leccionista d'art Peter Watson, encara que mai van ser amants. Va tenir relacions amb diversos homes, entre ells l'ex-esgrimista olímpic Kinmont Hoitsma. També va tenir relacions amb dones, incloent-hi les actrius Greta Garbo i Coral Browne, la ballarina Adele Astaire, i la membre de l'alta societat britànica Doris Castlerosse.

## Carrera
Cecil Beaton va ser conegut per la seva primera exposició a Londres de 1926. A continuació, després de crear el seu propi estudi de fotografia dedicat a la moda i als retrats a finals de la dècada de 1920, va treballar per a l'edició americana de Vogue, que el va contractar inicialment com a il·lustrador abans de convertir-se en fotògraf. Poc després, signa un contracte amb la versió britànica de la revista Vogue el 1931 -va fer la seva primera portada al juliol 1932- per la qual va treballar fins a mitjan dècada de 1950, juntament amb Henry Clarke.
Va començar la seva carrera fotografiant els seus amics rics i famosos. També va treballar amb la revista de moda Harper's Bazaar i per a la revista Vanity Fair.

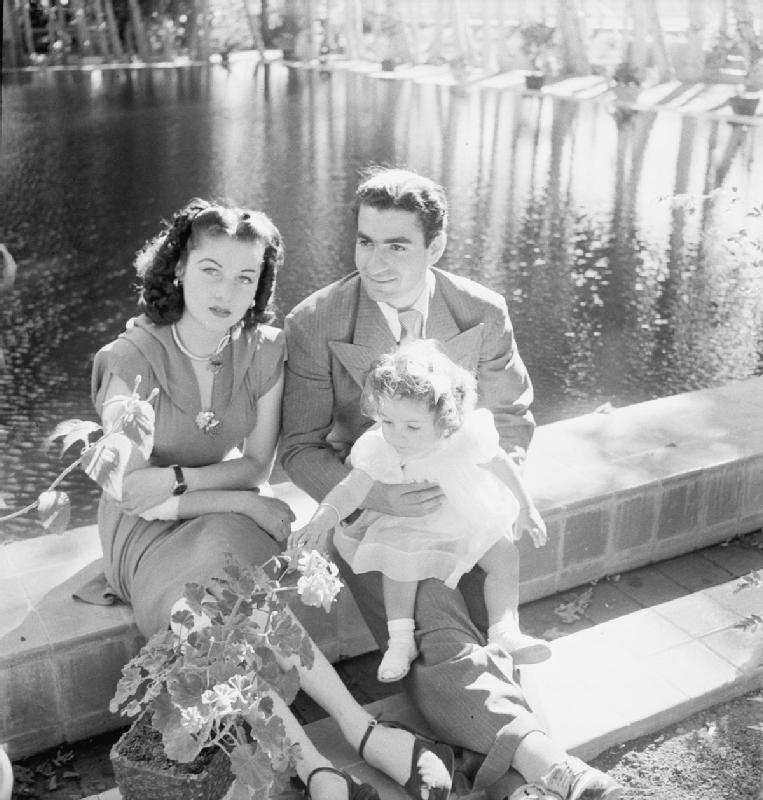
El xa de Pèrsia Mohammad Reza Pahlavi amb la seva família a Teheran durant la Segona Guerra Mundial. Foto de Cecil Beaton.

Va realitzar nombrosos retrats de celebritats al Hollywood dels anys 1930, i va ser retratista oficial de la família real britànica el 1937.
A principis de la dècada de 1950, va acusar una certa decadència com a fotògraf de moda, i es va convertir en un fotògraf independent. En aquesta època, es va encarregar de fotografiar la festa organitzada en el seu palau de Venècia per l'excèntric multimilionari d'origen hispanomexicà Carlos de Beistegui, a qui va arribar a conèixer de prop. A partir de llavors, es va bolcar en l'elaboració de decorats i vestuaris per al teatre i per al cinema.
Etapa d'escenògraf cinematogràfic i teatral
Després de la guerra, Beaton va començar a treballar a Broadway, i va dissenyar el 1946 l'utillatge, el vestuari i la il·luminació de l'obra El ventall de Lady Windermere d'Oscar Wilde, en la qual també va actuar.
El seu assoliment més elogiat va ser l'escenografia de l'obra teatral My Fair Lady (1956), que va donar lloc a dues pel·lícules musicals de gran èxit per les quals va ser premiat amb l'Oscar al millor vestuari: Gigí (1958) i My Fair Lady (1964).

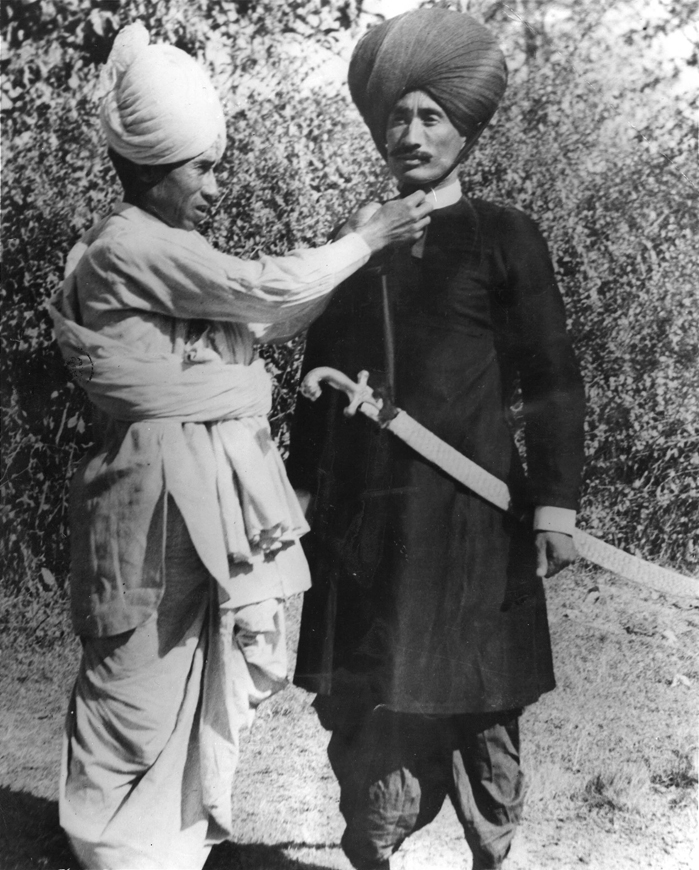
Primer Ministre de Manipur (1944) preparant-se per a la coronació del nou maharajà Bodhchandra Singh.

Va rebre quatre premis Tony pels seus muntatges teatrals a Broadway.
També va dissenyar els decorats i el vestuari per a una producció de l'òpera de Puccini Turandot, utilitzats per primera vegada en el Metropolitan Opera de Nova York i després en el Covent Garden. Finalment, també va dissenyar el vestit acadèmic de la Universitat d'East Anglia.
Segona Guerra Mundial
Durant la seva carrera, també va ser il·lustrador i cronista. A més, és recordat per les seves fotografies de la Segona Guerra Mundial preses a Gran Bretanya especialment durant els bombardejos sobre Londres de l'aviació alemanya, que van ser publicades el 1942 a l'altre costat de l'Atlàntic.
Diaris
En vida de Beaton es van publicar sis volums dels seus diaris des de 1922 a 1974. Les versions íntegres, molt més franques i incisives, es van publicar després de la seva mort.
Les seves principals exposicions es van celebrar en la National Portrait Gallery de Londres el 1968 i 2004.

## Alguns personatges famosos fotografiats per Beaton
- Lillian Gish, 1929
- Gary Cooper, 1931
- Pablo Picasso, 1933
- Marlene Dietrich, 1935
- Salvador Dalí, 1936
- Aldous Huxley, 1936
- Winston Churchill, 1940
- Charles de Gaulle, 1941
- Greta Garbo, 1946
- Yul Brynner, 1946
- Vivien Leigh, 1947
- Marlon Brando, 1947
- Graham Greene, 1953
- Elisabet II d'Anglaterra en la seva Coronació, 1953
- Elizabeth Taylor, 1954
- Grace Kelly, 1954
- Joan Crawford, 1956
- Maria Callas, 1956
- Marilyn Monroe, 1956
- Leslie Caron, 1957
- Albert Finney, 1961
- Cristóbal Balenciaga, 1962
- Lee Radziwill, 1962
- Karen Blixen, 1962
- Rudolf Nureyev, 1963
- Audrey Hepburn, 1964
- Margot Fonteyn, 1965
- Jacqueline Kennedy, 1965
- Georgia O'Keeffe, 1966
- Andy Warhol, 1967
- Twiggy, 1967
- Mick Jagger, 1968
- Katharine Hepburn, 1969
- Barbra Streisand, 1969
- Hubert de Givenchy, 1970
- Mae West, 1970
- David Hockney, 1970
- Jane Birkin, 1971
- Marisa Berenson, 1971
- Paloma Picasso, 1978
- Carolina de Mónaco, 1978

## Reconeixements i honors
- Premi Tony al millor disseny de vestuari per Contradanza (1955)
- Cavaller de l'Ordre de l'Imperi Britànic (1956)
- Premi Tony al millor disseny de vestuari per My Fair Lady (1957)
- Fellow de l'Ancient Monuments Society (1957)
- Premi Oscar al disseny de vestuari per Gigi (1958)
- Premi Tony al millor disseny de vestuari de Saratoga (1960)
- Cavaller de la Legió d'Honor (1960)
- Premi Oscar a la millor direcció artística per My Fair Lady (1964)
- Premi Oscar al disseny de vestuari per My Fair Lady (1964)
- Membre Honorari de la Royal Photographic Society (1965)
- Premi Tony al millor disseny de vestuari per a Coco 1970
- Títol Nobiliari de Cavaller (1972)[19]